# 이디산
이디산(Ίδη)은 크레타섬에서 가장 높은 산으로 높이는 2,456미터이다. 여신 레아가 제우스를 이 곳의 동굴에서 숨겨 길렀다고 전해진다.